# Ремезијана
Ремезијана (лат. Remesiana) је археолошки локалитет који се налази у месту Бела Паланка (општина Бела Паланка).
Припада категорији споменика културе од великог значаја, који је уписан у централни регистар 1988. године. Локални регистар води Завод за заштиту споменика културе Ниш. Ремезијана је била седиште епископије (седиште епископа Никите) у 4. веку.

## Историја
Ремезијана је, наиме, била управно средиште рудничке области које је због свог значаја било директно подређено цару.
Ово ће пресудно утицати на статус и развој Ремезијане и читавог краја, тако да ће, иако у непосредној близини великих градских центара Наиса и Сардике, Regio Remesianensis бити самостална област која ће, са хришћанством, добити и свог епископа. Развоју града је, поред рударства, погодовао и миран период римске владавине на Балкану који је трајао до 4. века, односно до упада Гота.
Град Ремезијана лежао је на великом војном путу који је пролазио кроз центар Илирског полуострва и који је представљао
главну спону између западне Европе и Константинопоља, новог Рима. На том месту се сада налази српско село Бела Паланка, коју Турци зову Мустафа–пашина Паланка, 24 миља североисточно од Ниша, античког Наиса. У почетку пут иде кроз равницу, а затим пролази кроз шуме Суве планине. На надморској висини од 636 м улази у регију Ремесиана и силази у јаругу кроз коју тече Нишава, до Ремезијане.
Градић је највероватније основао цар Трајан и у четвртом веку је припадао средоземној Дакији. 
Касније је припадао провинцији Горње Мезије у претходном веку, где сведочи натпис зазидан у кући преко пута старе турске паланке или тврђаве: који пружа запис о подизању заветног олтара за здравље царева Кара и Карина од стране провинције Горње Мезије. У то време Горња Мезија је укључивала Средоземну Дакију којој је придодата Дарданија.
О општем јавном животу се водило врло мало рачуна јер су се тадашње локалне власти само фокусирале на империјалне обавезе а грађанство је живело у бедним условима. Град је био под директном управом цара. У таквим бедним друштвеним условима хришћански епископ Никета морао је да живи и да проповеда поштење. Тада је много грађана побегло у самоћу и ценили су мир манастирског живота далеко од свакодневних јавних послова. 
У Ремезијани су се појавили и копачи злата који су као слободни грађани често боравили у овом месту. Недалеко од Наиса у правцу Улупљане, а близу Скопља, пронађени су трагови рудника злата. Самостални копачи злата који су носили своје налазе локалним властима и власти су им плаћале по прописаној скали, били су слободни да лутају и често су се могли видети на улицама Ремезијане.

## Локација и историјат ископавања
Локалитет се налази на ужем градском подручју Беле Паланке, на траси античког пута Naissus—Serdica, на око 35 km од првог и на око 106 km од другог центра. Бедеми и унутрашњост утврђења делимично су истражени. Некрополе су идентификоване на основу случајних налаза. Крајем 19. и почетком 20. века обављени су мањи аматерски археолошки радови.
Прва ископавања започела су 1956. године, током савремених грађевинских радова и са прекидима трају до данас. Откривени објекти су конзервирани.
Приликом радова на коридору 10 у близини Беле Паланке, насеље Црвена Река, локалитет Кладенчиште, откривени су остаци још једне цркве старе 1700 година.

## Утврђење
На Ремезијани је отркивено правоугаоно утврђење из римског и рановизантијског периода и полигоналне куле. Вероватно је насеље формирано рано, на шта указују епиграфски налази. Статус града Ремесијана добија у време Трајана.
Откривени су и остаци базилике, на чијем се западном делу налазила полукружна апсида. У околини базилике откривени су остаци античких грађевина.
Изван бедема налазила се тробродна базилика са баптистеријумом, вила и некропола.

## Некрополе
Старија некропола налазила се северно од града. Северна некропола се налази у близини насеља Дол, на десној обали Нишаве, где су као случајни налази пронађени зидани гробови и гробнице са сводом. Гробница са нишом, лучним сводом и улазом на источној страни откривена је 1923. године. Један део налаза, које су налазачи задржали, успео је да откупи Народни музеј у Београду и то два медаљона са камејама, златну минђушу са плавим каменом, шест чланака златног ланца, новац Максимијана Херкулија, два стаклена, земљани суд и сребрну копчу. 
Две јужне некрополе датују се у крај 5. века.

### Камеје
Најзначајнији су налази камеја у златним оквирима са орнаментом у облику палмете. Камеје су направљене од двослојног камена, сивоплавог ахата и беличастог опала. Приказан је женски лик, фине линије профила, са великим очима и косом очешљаном у ниску пунђу. Према фризури закључује се да је у питању мода из антонинског периода или из периода кћерке Максимијана Херкулија, Константинове жена Фаусте, на шта указује бронзани медаљон из Сирмијума. Према овом приказу жене између двадесет и тридесет година и фризури камеје могу да се датују око 320. године, када је према портретима на новцу, Фауста приказивана са оваквом пунђом. Судећи по овом накиту особа која је сахрањена у гробници била је високо на друштвеној лествици.

### Прстен са натписом
Златни прстен са натписом fidem constantino пронађен је на овом локалитету под непознатим околностима. Прстење овог типа је вероватно додељено после Константиновог заузимања Наиса и освајања Сердике. Анализа овог „прстења оданости Константину“ датује накит у период од 315. до 317, или 319. године. Претпоставља се да је прстен могао да добије истакнути царски службеник који је највероватније био становник Ремизијане.